# Chiesa di San Giuseppe (Verbania, Pallanza)
La chiesa di San Giuseppe è una chiesa cattolica situata a Pallanza, frazione del comune di Verbania in provincia del Verbano-Cusio-Ossola; è sussidiaria della chiesa di San Leonardo e fa parte della diocesi di Novara. 

## Storia

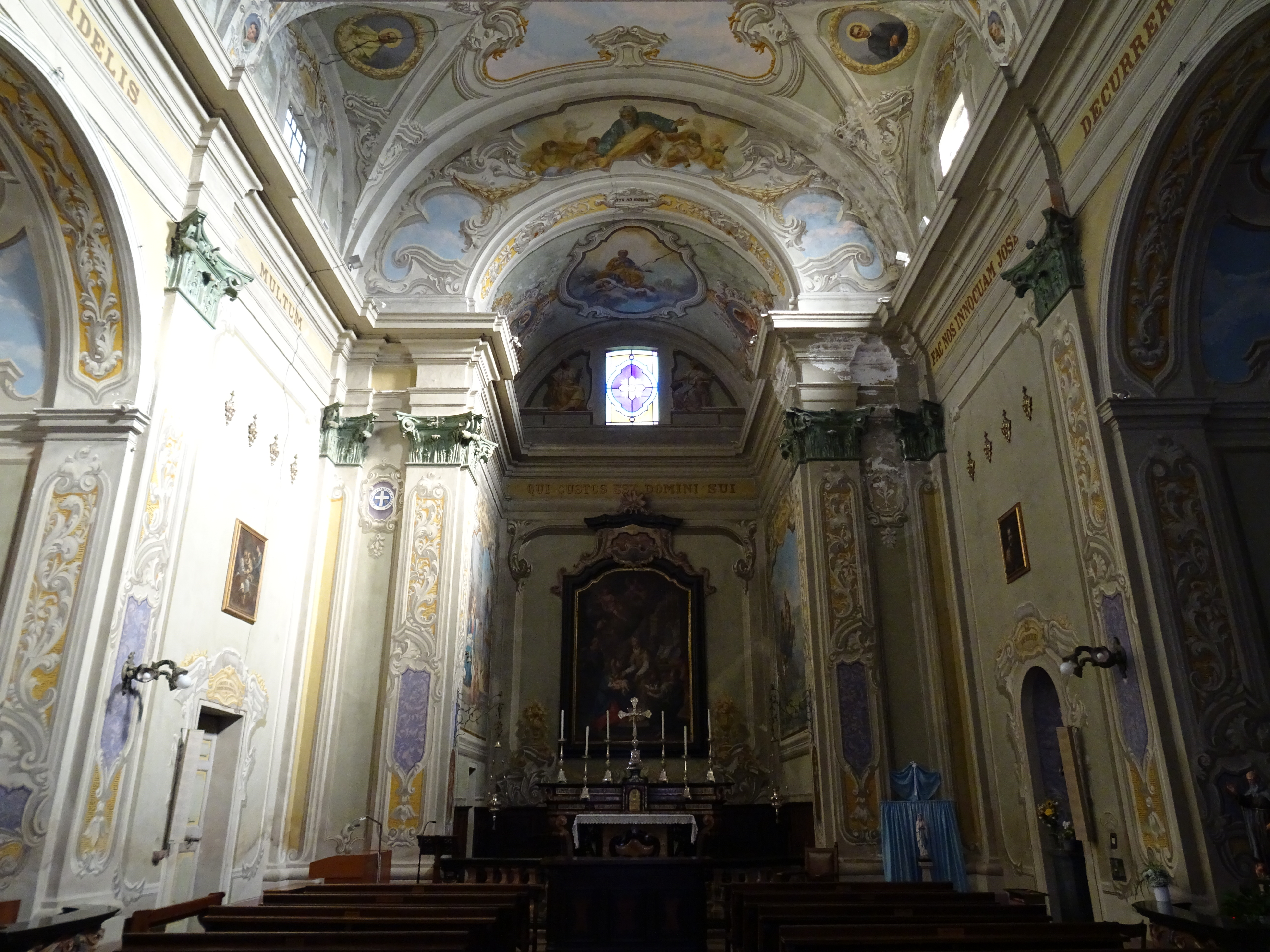
Interno

Sul sito esisteva almeno dall'anno 1023 una chiesa (od oratorio) dedicata a santa Caterina, retta dall'ordine degli Umiliati fino alla sua soppressione nel 1572 e poi affidata alla confraternita del Santissimo Nome di Gesù (già di Santa Marta e poi di San Giuseppe). Nel 1724 l'antica chiesa venne demolita e sostituita da quella odierna, benedetta il 16 aprile 1742.
Nell'aprile 2020, durante l'epidemia di Coronavirus, la chiesa venne impiegata per ospitare le bare di alcuni defunti, poiché l'obitorio di Verbania era pieno.
L'altare maggiore è dedicato a sant'Antonio abate, e nel giorno della festa del santo (17 gennaio) è tradizione far benedire gli animali da lavoro e i mezzi agricoli sul sagrato antistante la chiesa.